# 1869 Philoctetes
1869 Philoctetes este un asteroid descoperit pe 24 septembrie 1960 de PLS.